# Завдання Таноса (комікс)
«Завдання Таноса» (англ. «The Thanos Quest») — обмежена серія коміксів з двох випусків. Вона була опублікована у вересні та жовтні 1990 року американським видавництвом Marvel Comics. Серія написана Джимом Старліном, а намальована Роном Лімом.
Сюжетна лінія продовжує події, пов'язані з персонажем Старліна, Таносом, який був представлений у серії «Срібний серфер» (англ. «Silver Surfer»). Історія розповідається протягом трьох послідовних обмежених серій «Рукавиця Нескінченності» (англ. «The Infinity Gauntlet»), «Війна Нескінченності» (англ. «The Infinity War») та «Хрестовий похід Нескінченності» (англ. «Infinity Crusade»).

## Історія

### Сюжет
Перший випуск обмеженої серії вийшов 10 січня 1990 року. Танос вдивляється у Колодязь Нескінченності в пошуках знань, які необхідні йому для гідної служби Пані Смерть. У цей момент до нього приходить Служитель Смерті та ставить очевидне питання: чому Танос досі не винищив пів населення всесвіту, як йому наказала кохана Смерть. Божевільний Титан каже, що на виконання цього завдання, з його тодішніми силами, доведеться витратити століття. Але, завдяки Колодязю, Танос дізнається, за допомогою чого можна прискорити процес. Він пізнав істинну природу Каменів Нескінченності. Використовуючи їх повний потенціал, про який Танос раніше й не підозрював, він зможе виконати будь-яке доручення. 

### Персонажі
- Танос
- Смерть
- Служитель Смерті
- Посередник
- Старійшини Всесвіту
  - Чемпіон Всесвіту (Тріко Слаттерус)
  - Садівник (Орд Зійонс)
  - Колекціонер (Танелір Тіван)
  - Бігун (Ґілпетпердон)
  - Ґрандмайстер (Ен Дві Ґаст)
- Лорд Хаос
- Пан Наказ
- Адам Ворлок
- Галк (Брюс Баннер)
- Вічність
- Нескінченність
- Немезіс
- Садівник (Орд Зійонс)
- Штучний Танос

## В інших медіа
- Деякі елементи сюжету коміксу пізніше були адаптовані у фільмі «Месники: Війна нескінченності» 2018-ого року.